# Dubna
Dubna (ruski: Дубна́) je naukograd u središnjem europskom dijelu Rusije, u Taldomskom okrugu Moskovske oblasti, nekih 125 km sjeverno od Moskve, na obalama rijeke Volge. Nalazi se na 56°44′N 37°13′E / 56.733°N 37.217°E, na nadmorskoj visini od 187 m.
Broj stanovnika: 67.800 (2000.)
Osnovana je 1956.
U Dubnoj se nalazi poznati Združeni institut za atomsko istraživanje (ZIAI), čija glavna svrha je bila istraživati teške elemente. Ime kemijskog elementa dubnija, je izvedeno iz imena ovog grada. Mnogo toga u Dubnoj je u svezi sa ZIAI-jem. Veliki postotak stanovništva radi u istraživačkom institutu, a i ulična imena su u svezi s fizikom, primjerice Kurčatovljeva ulica, Bogoljubovljeva ulica... I Moskovsko državno sveučilište ima svoj ogranak u Dubnoj, gdje studenti dolaze sudjelovati u istraživačkim djelatnostima u ZIAI-u.
Vremenska zona: Moskovsko vrijeme

## Vanjske poveznice
- Stranica grada Dubne, na engleskome
- Stranica grada Dubne, na ruskome